# Pseudacorethra
Pseudacorethra is een kevergeslacht uit de familie van de boktorren (Cerambycidae). De wetenschappelijke naam van het geslacht werd voor het eerst geldig gepubliceerd in 2007 door Tavakilian & Peñaherrera.

## Soorten
Pseudacorethra is monotypisch en omvat slechts de volgende soort:
- Pseudacorethra zischkai (Tippmann, 1960)